# Ictonyx
Ictonyx is een geslacht van zoogdieren uit de familie van de marterachtigen (Mustelidae). De soorten uit dit geslacht komen voor in Afrika, met uitzondering van de Sahara en de regenwouden van West- en Centraal-Afrika.

## Soorten
- Ictonyx libyca (Hemprich & Ehrenberg, 1782) – Libische gestreepte wezel, gestreepte wezel of Libische zorilla
- Ictonyx striatus (Perry, 1810) – Gestreepte bunzing of zorilla